# Johann Karl August von Schultz
Johann Karl August von Schultz (* 24. Juli 1737 in Stendal; † 3. Februar 1800 in Siewierz) war ein preußischer Generalmajor und Brigadier der südpreußischen Füsilier-Brigade.

## Leben

### Herkunft
Seine Eltern waren Jakob Schultz (* 26. November 1696), Bauinspekteur der Altmark und Senator in Stendal, und dessen Ehefrau Katharina, geborene Belitz. Der Generalmajor Dietrich Wilhelm von Schultz war sein Bruder.

### Militärlaufbahn
Schultz ging 1757 während des Siebenjährigen Krieges in das Freibataillon „Angelelli“ und kämpfte in den Schlachten bei Breslau, Leuthen, Hochkirch sowie bei der Belagerung von Prag. Im Gefecht bei Landeshut wurde er verwundet. Am 5. März 1758 war er zum Premierleutnant befördert worden. Bei Kriegsende wurde er nicht entlassen, sondern kam am 22. März 1763 in das Garnisonsregiment „le Noble“. Am 1. Januar 1769 wurde er Stabskapitän und am 1. Januar 1772 Kapitän sowie Kompaniechef. 1778/79 nahm Schultz am Bayerischen Erbfolgekrieg teil. Am 9. September 1781 wurde er zum Major befördert und am 1. Juni 1787 in das Füsilierbataillon „von Schmitthenner“ versetzt. Am 7. Dezember 1788 wurde er zum Chef des Bataillons ernannt. Am 14. Juni 1789 wurde Schultz Oberstleutnant und am 7. Juni 1791 Oberst. Bei der Revue in Neisse am 6. September 1791 erhielt er den Orden Pour le Mérite. Am 22. April 1792 wurde er Vizegeneralinspekteur und Vertreter des Prinzen von Hohenlohe, solange dieser im Feld ist. Schultz erhielt eine Zulage von 500 Talern und wurde am 1. Januar 1796 Generalmajor. Am 31. März 1796 wurde er Brigadier ad interim und Inspekteur der leichten Infanterie. Dann am 22. September 1797 wurde er Brigadier der südpreußischen Füsilier-Brigade mit einem Gehalt von 2180 Talern (ab 1. Oktober 1797). Am 31. August 1798 wurde er in den Adelsstand erhoben und starb am 3. Februar 1800 in Siewierz.

### Familie
Er heiratete 1769 in Glatz Friederike Christiane Schmidt (* 1748; † 30. Januar 1806). Das Paar hatte mehrere Kinder:
- Sophie Friederike Charlotte (* 1770) ⚭ N.N. von Hartmann, Ingenieuroberst
- Karl Benedikt Friedrich Franziskus (* 21. August 1772), Sekondeleutnant
- Juliane Friederike Charlotte (* 26. August 1774) ⚭ Ernst Ludwig von Bardeleben, Premierleutnant
- Josepha Christiane (1782) ⚭ N.N. von Staffeldt, Hauptmann im Infanterie-Regiment Nr. 49
- Friederike Sophie Dorothea Charlotte (* 18. August 1792)